# Alexandre Mikhailovich da Rússia
Alexandre Mikhailovich da Rússia (em russo: Александр Михайлович; Tbilisi, 13 de abril de 1866 – Roquebrune-Cap-Martin, 26 de fevereiro de 1933) foi um membro da família Romanov, um oficial naval, escritor, explorador e cunhado do czar Nicolau II da Rússia, depois de se casar com a sua irmã mais nova, a grã-duquesa Xenia Alexandrovna. Após o casamento, ele tornou-se um conselheiro próximo do czar Nicolau II.

## Início de vida

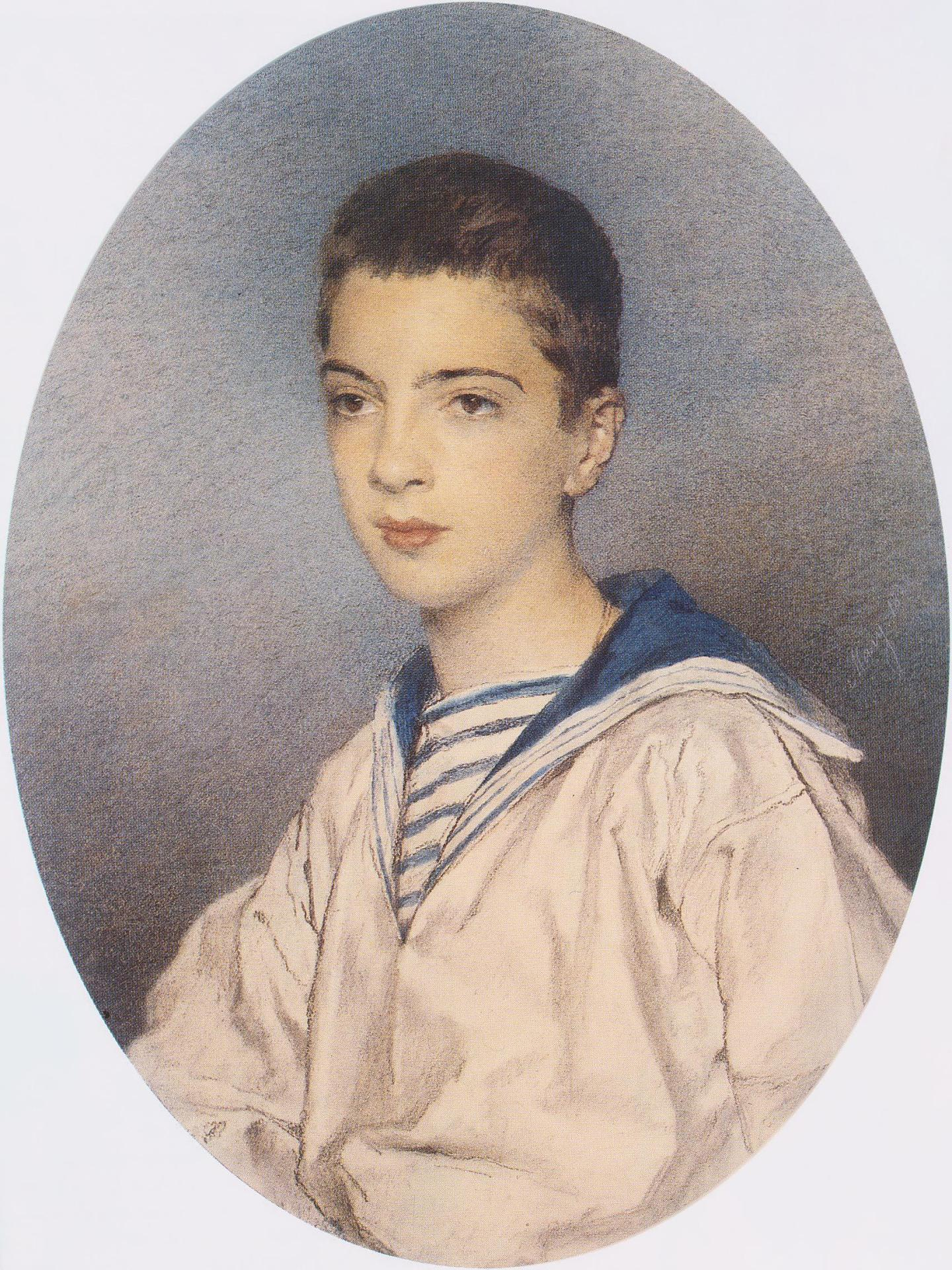
Alexandre Mikhailovich

Alexandre nasceu em Tíflis, na província de Tíflis, no Império Russo (atual Geórgia). Era filho do grão-duque Miguel Nikolaevich da Rússia, filho mais novo do czar Nicolau I da Rússia, e de sua esposa, a grã-duquesa Olga Feodorovna da Rússia, nascida princesa Cecília de Baden. Em família, era chamado de Sandro. Desde jovem, Sandro demonstrou o desejo de ingressar na Marinha, o que seus pais desaprovavam. Após a intervenção de seu primo, o czar Alexandre III da Rússia, tornou-se oficial da Marinha.
Em sua juventude, ele fez uma visita diplomática ao Império do Japão em nome do Império Russo e outra ao Império do Brasil em 1887. Lá, ele teve seu primeiro romance com uma garota brasileira de 16 anos.
Em 6 de agosto de 1894 (25 de julho no calendário juliano), ele casou-se com a sua prima, a grã-duquesa Xenia Alexandrovna da Rússia, filha mais velha do czar Alexandre III. O casal teve sete filhos, uma menina e seis meninos:
1. Irina Alexandrovna (1895–1970)
2. André Alexandrovich (1897–1981)
3. Feodor Alexandrovich (1898–1968)
4. Nikita Alexandrovich (1900–1974)
5. Dmitri Alexandrovich (1901–1980)
6. Rostislav Alexandrovich (1902–1978)
7. Vasili Alexandrovich (1907–1989)

## Carreira naval

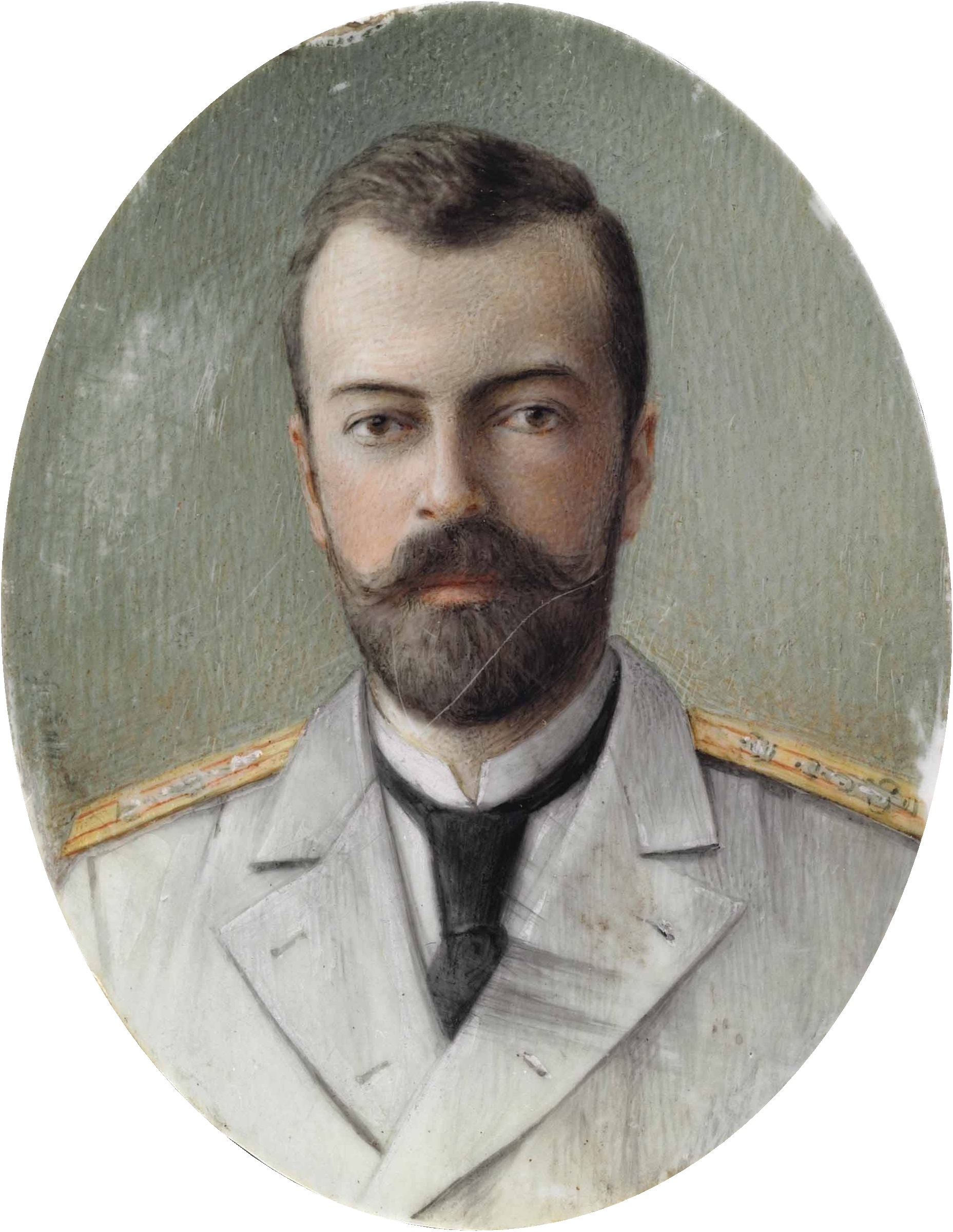
Alexandre Mikhailovich

Em 1885, Alexandre se formou na Escola Naval com a patente de aspirante; serviu na Marinha e participou de viagens. A partir de 1891, iniciou e fundou a primeira edição do diretório anual russo de frotas militares, que editou até 1906. Em 1895, desenvolveu um programa de fortalecimento da Marinha Russa no Pacífico. A partir de 1896, lecionou o Jogo Naval nas Classes de Ciências Navais da Academia Naval. Entre 1901 e 1902, atuou como comandante do encouraçado Rostislav no Mar Negro e, em 1903, foi nomeado oficial de bandeira júnior da Frota do Mar Negro. Paralelamente, entre 1901 e 1905, atuou como superintendente-chefe e presidente de vários conselhos relacionados à navegação mercante e aos portos. Nessas posições, contribuiu para o desenvolvimento da navegação comercial, construção e equipamento de novos portos, treinamento de marinheiros mercantes, fundação de linhas de navegação de longa distância e aprimoramento da legislação marítima-comercial. Durante a Guerra Russo-Japonesa de 1904-1905, supervisionou os cruzadores auxiliares da Frota de Voluntários. Alexandre participou do desenvolvimento de programas voltados para a reconstrução da frota, chamou a atenção dos governos e do público e apoiou avidamente a construção de novos navios de guerra. Em 1909, foi promovido ao posto de vice-almirante.

## Primeira Guerra Mundial
Alexandre desempenhou um papel fundamental na criação da aviação militar russa. Foi o idealizador da escola de aviação para oficiais perto de Sebastopol em 1910 e, posteriormente, chefe do Serviço Aéreo da Rússia Imperial durante a Primeira Guerra Mundial. A partir de dezembro de 1916, Alexandre foi Inspetor-Geral de Campo do Serviço Aéreo Imperial Russo. No início de 1917, defendeu a formação de um governo com a participação de figuras públicas, manifestando-se contra o "ministério responsável".

## Últimos anos

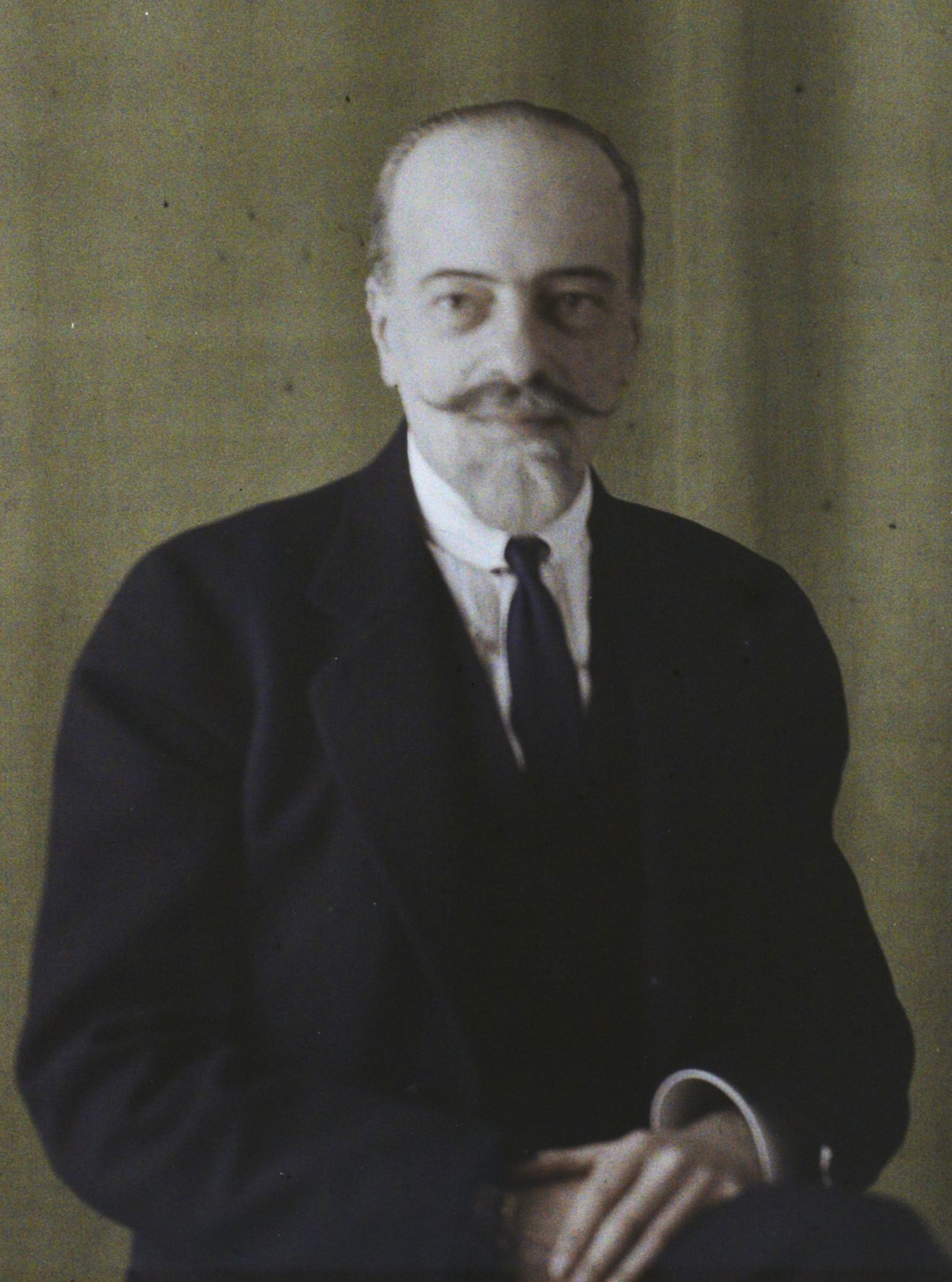
Autocromo de Alexandre Mikhailovich, por Georges Chevalier, 1923

Seu influência sobre o cunhado o czar Nicolau II era controversa. Suas memórias documentam que ele desafiou abertamente a influência política da czarina Alexandra Feodorovna sobre o marido, mas desejou que Nicolau tivesse usado tropas para resistir à revolução. Ele também admitiu que foi criado para compartilhar as visões antissemitas que ele alegava serem prevalentes na Rússia antes da revolução. Seu apelo a Nicolau, quando seus filhos se aproximavam da idade adulta, para relaxar a exigência de casamento igualitário para dinastas Romanov foi rejeitado, e todos os seus sete filhos se casaram com aristocratas russos titulados, mas não reais, mas apenas sua filha obteve permissão de Nicolau para fazê-lo. Quando o filho mais velho de Alexandre, André Alexandrovich, se casou em Yalta, na Crimeia, em 12 de junho de 1918, Nicolau, que abdicou em 15 de março de 1917, era prisioneiro em Ecaterimburgo com sua família. Eles seriam executados pelos bolcheviques pouco mais de um mês depois.

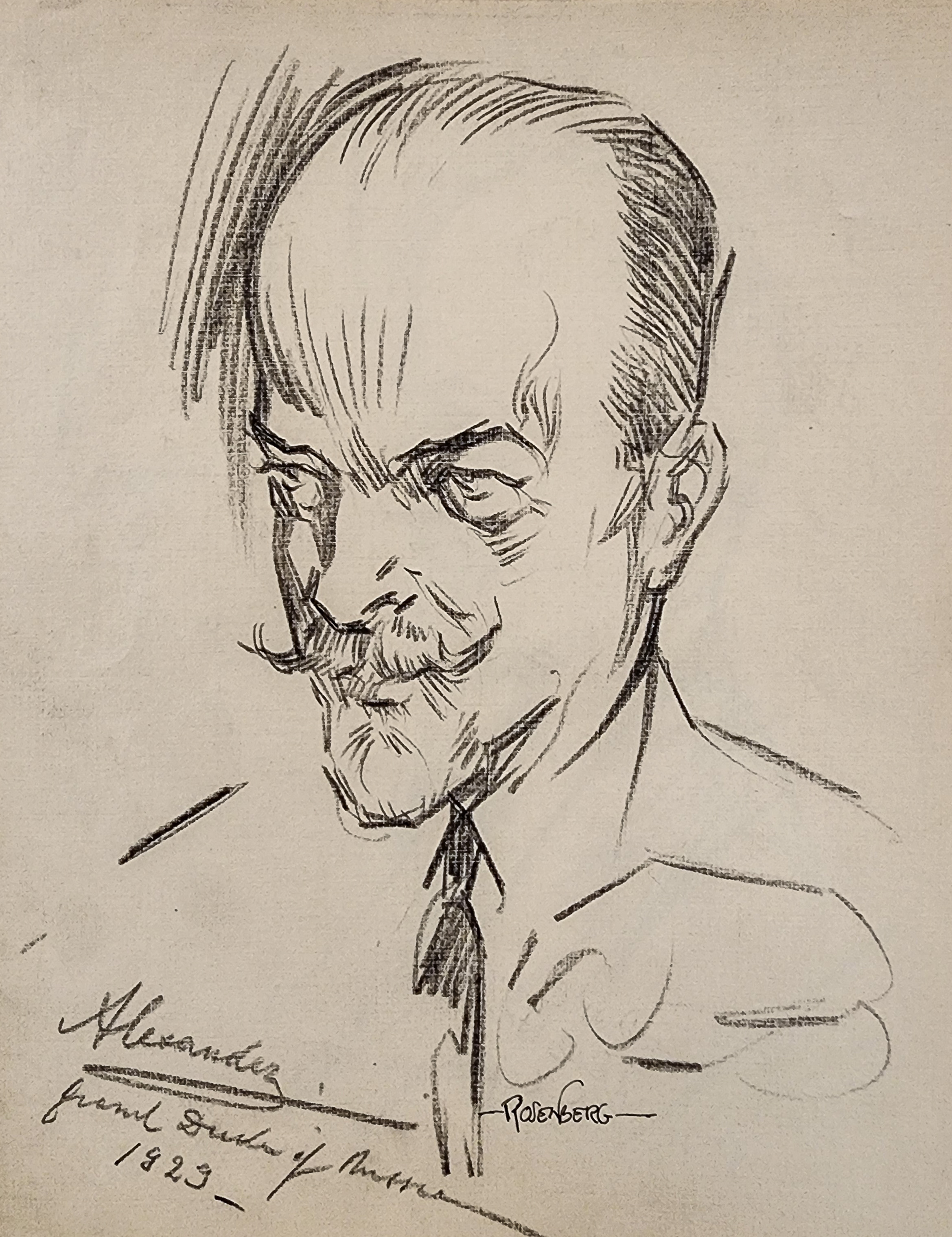
Desenho de Alexandre Mikhailovich, por Manuel Rosenberg, 1926

Alexandre deixou a Crimeia com seu filho mais velho, o príncipe André Alexandrovich, e a nova noiva de seu filho, Elisabetta di Sasso Ruffo, que estava grávida, em dezembro de 1918. Sua esposa, filhos e sogra, bem como outros Romanov, foram resgatados da Crimeia pelo navio de guerra britânico HMS Marlborough em 1919.
Alexandre viveu em Paris e escreveu suas memórias, Uma Vez um Grão-Duque (Farrar & Rinehart, 1933), uma fonte da vida dinástica e da corte no último meio século da Rússia Imperial. Ele também passou um tempo como hóspede do futuro imperador Haile Selassie da Etiópia. Ele fala sobre o motivo de ter sido convidado para o Império Etíope em sua sequência, Alguém um Grão-Duque. Ele morreu em Roquebrune-Cap-Martin, França. Ele foi o último neto legítimo sobrevivente de Nicolau I da Rússia. Ele foi enterrado lá em Roquebrune. Sua esposa, Xenia, morreu na Inglaterra em 1960. Durante o exílio, após 1917, ele ficou fascinado pela arqueologia e conduziu uma série de expedições bem-sucedidas.